# Ctenus incolans
Ctenus incolans là một loài nhện trong họ Ctenidae.
Loài này thuộc chi Ctenus. Ctenus incolans được Frederick Octavius Pickard-Cambridge miêu tả năm 1900.